# Крам (Західна Вірджинія)
Крам (англ. Crum) — переписна місцевість (CDP) в США, в окрузі Вейн штату Західна Вірджинія. Населення — 136 осіб (2020).

## Географія
Крам розташований за координатами 37°54′34″ пн. ш. 82°26′49″ зх. д. / 37.90944° пн. ш. 82.44694° зх. д. (37.909462, -82.447023).  За даними Бюро перепису населення США в 2010 році переписна місцевість мала площу 1,32 км², уся площа — суходіл.

## Демографія
Згідно з переписом 2010 року, у переписній місцевості мешкали 182 особи в 72 домогосподарствах у складі 52 родин. Густота населення становила 138 осіб/км².  Було 86 помешкань (65/км²).
Расовий склад населення:
| - 98,4 % — білих - 0,5 % — вихідців з тихоокеанських островів |

До двох чи більше рас належало 1,1 %. Частка іспаномовних становила 0,0 % від усіх жителів.
За віковим діапазоном населення розподілялося таким чином: 20,3 % — особи молодші 18 років, 69,8 % — особи у віці 18—64 років, 9,9 % — особи у віці 65 років та старші. Медіана віку мешканця становила 42,0 року. На 100 осіб жіночої статі у переписній місцевості припадало 78,4 чоловіків;  на 100 жінок у віці від 18 років та старших — 90,8 чоловіків також старших 18 років.
Середній дохід на одне домашнє господарство  становив 56 931 долар США (медіана — 54 700), а середній дохід на одну сім'ю — 55 723 долари (медіана — 54 000). 
Цивільне працевлаштоване населення становило 102 особи. Основні галузі зайнятості: роздрібна торгівля — 52,0 %, транспорт — 22,5 %, освіта, охорона здоров'я та соціальна допомога — 13,7 %, публічна адміністрація — 11,8 %.